# Die Herren von Hermiston

Titelseite der Originalausgabe aus dem Jahr 1896

Die Herren von Hermiston (englischer Originaltitel: Weir of Hermiston) ist ein unvollendeter Roman von Robert Louis Stevenson, der im Jahr 1896 postum bei Chatto & Windus in London veröffentlicht wurde. Viele Literaturkritiker halten dieses Werk für Stevensons reifste literarische Leistung. Es ist seiner Frau Fanny gewidmet.

## Zum Werk
Die Handlung ist in Edinburgh und Umgebung angesiedelt und spielt zur Zeit der Napoleonischen Kriege. Protagonist ist Archie Weir, der Sohn des Lord Oberrichters Adam Weir, dessen Vorbild der berüchtigte „Henkerrichter“ Robert MacQueen Lord Braxfield (1722–1799) ist. Nach einer öffentlichen Kritik am Vater wird Archie auf das Familiengut Hermiston verbannt, wo er sich in die Nichte der Haushälterin Kirstie (Christina) verliebt. Zum Zeitpunkt des Auftauchens eines zwielichtigen Nebenbuhlers bricht die Aufzeichnung des Romans ab. Aus dem Briefwechsel Stevensons geht die Fortsetzung des Geschehens hervor: Der Nebenbuhler verführt das junge Mädchen, und in dem folgenden Streit zwischen ihm und Archie Weir findet er den Tod. Archies Vater, der Lord Oberrichter, leitet die Untersuchung und muss in dem eigenen Sohn den Täter erkennen. Der sonst so harte Mann zerbricht an der Erkenntnis, dass er seinen Sohn zum Tode verurteilen muss. Der Schluss des Romans muss offenbleiben. Vermutlich hätte Stevenson kein Happy End gewählt, da er die Ansicht geäußert hatte, ein tragisch angelegter Roman müsse auch tragisch enden.
Es gibt zwei Frauengestalten in dem Buch mit dem Namen Kirstie: Archies Geliebte wird einfühlsam beschrieben als eine Frau, die wider alle Konventionen zu handeln bereit ist.

## Einfluss auf die Popkultur
Im Jahr 1969 sang Jack Bruce das Lied Weird of Hermiston, dessen Titel eine Verballhornung des Romantitels ist.